# Lilla Kyrkogatan

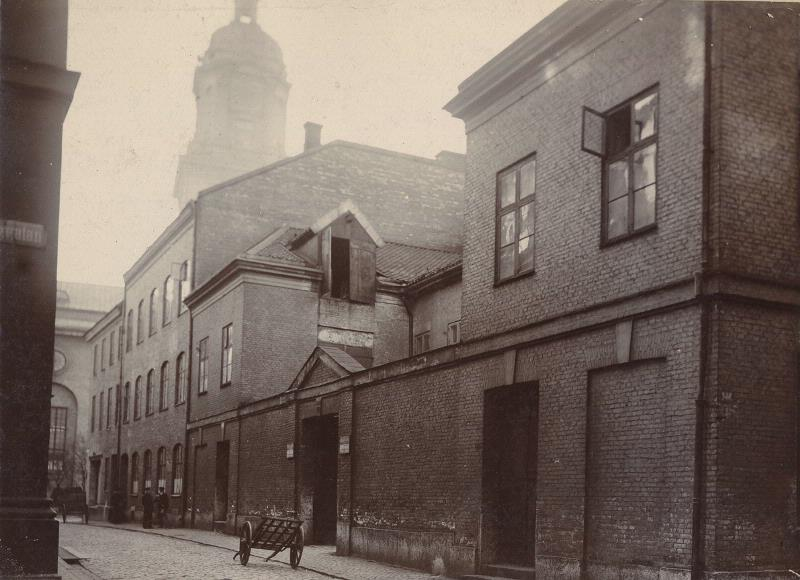
Lilla Kyrkogatan är en tvärgata, som går mellan Drottninggatan och Kyrkogatan.
Foto från 1888 av Wilhelm Berg, Bildsamlingen vid Göteborgs stadsmuseum.

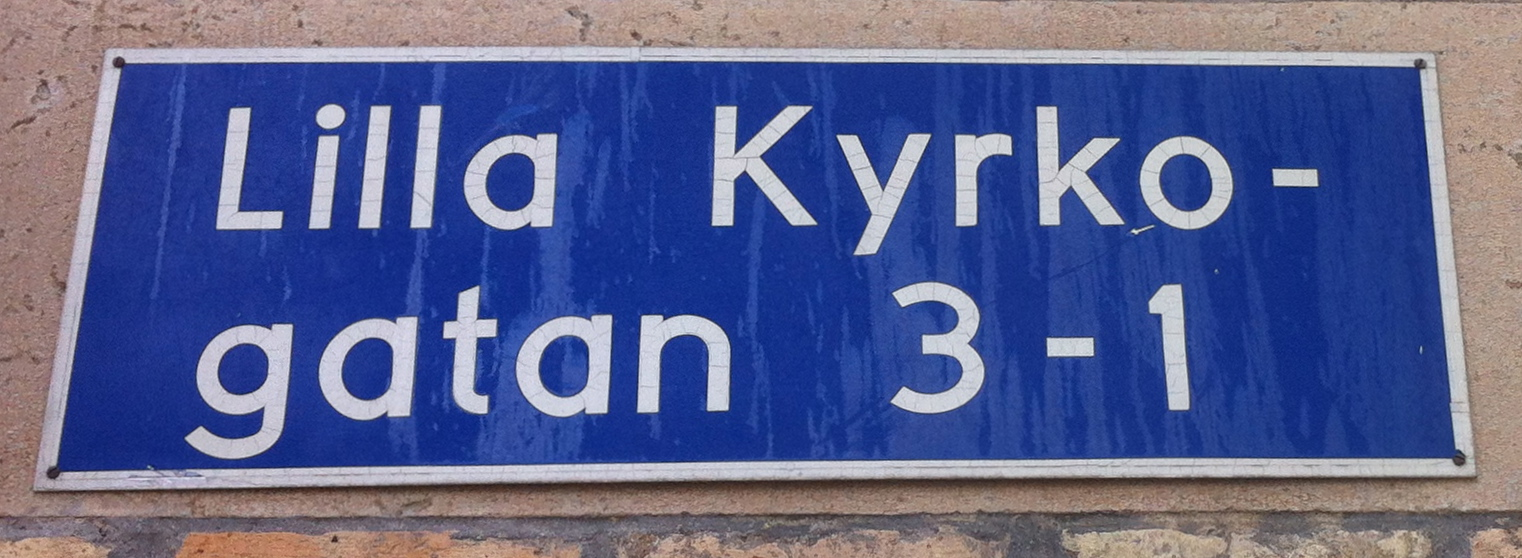
Nutida gatuskylt vid västra sidan av Lilla Kyrkogatan.

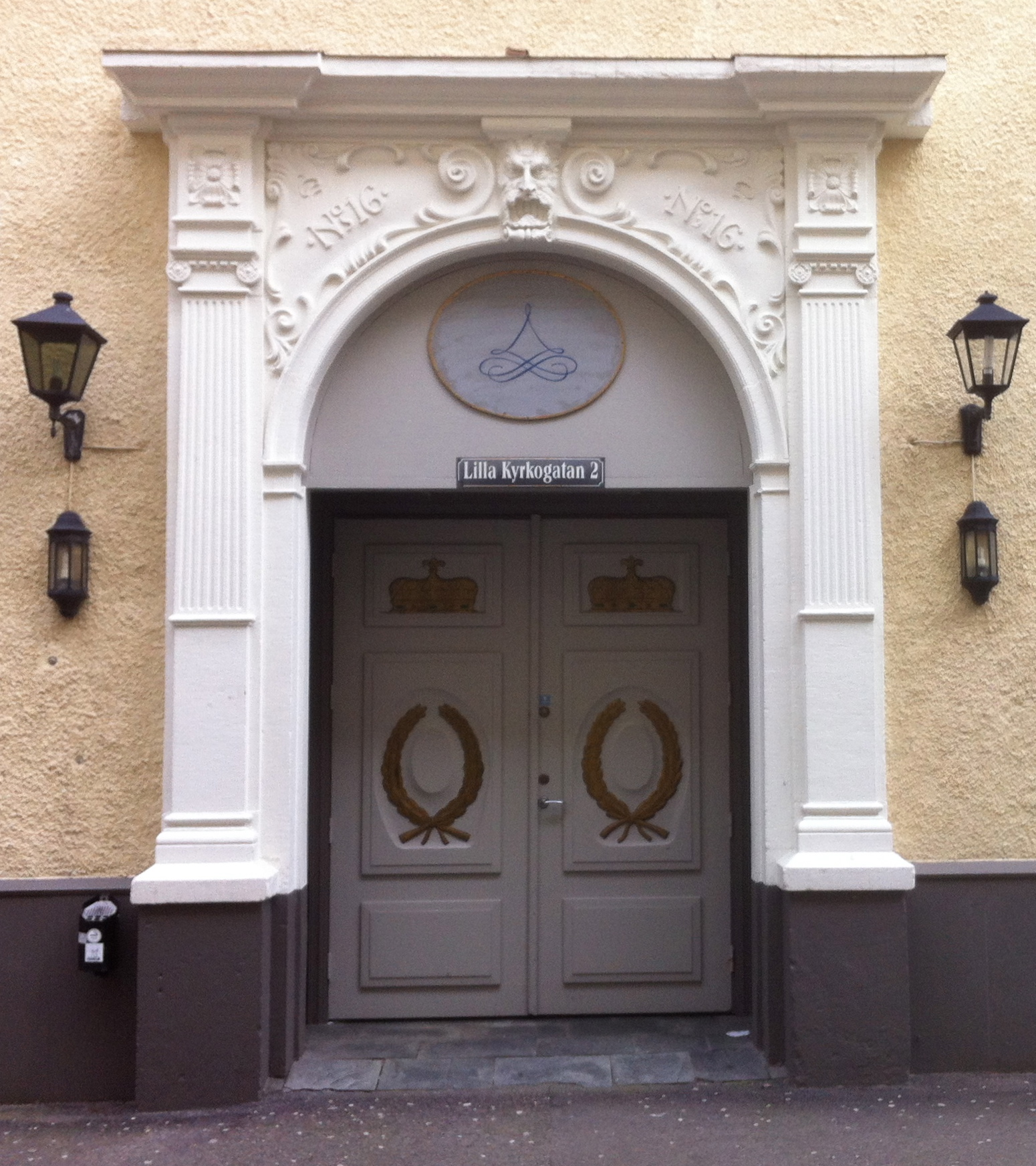
Porten till Lilla Kyrkogatan 2.

Lilla Kyrkogatan, ligger i stadsdelen Inom Vallgraven i centrala Göteborg. 
Den blev utlagd efter en eldsvåda år 1757. Först 1796 fick den sitt ursprungliga namn – Lilla Kyrkegatan. Den omkring 50 meter korta tvärgatan går mellan Kyrkogatan i söder och Drottninggatan i norr.

## Historik
Från Olga Dahls forskning om  Göteborgs tomtägare 1637–1807 finns några värdefulla uppgifter från 1700-talet om tomterna 4.39 östra och 4.39 västra före tillkomsten av Lilla Kyrkogatan:
"År 1720 hade assessor Matthias Schildt köpt 4.39 östra på auktion för 500 D. kmt, skräddare David Fischers ödetomt. Den 2.4.1723 skrev David Fischer, att Herr Matthias Schildt hade givit honom ett köpebrev på sin tomt belägen på Drottninggatan emellan bokhållare Lars Jacobssons och Herr Gustaf Jonssons hus. Han var fortfarande skyldig att betala 500 D. smt. 
Eftersom David Fischer samtidigt köpte även 4.39 västra kom tomterna i fortsättningen, att dela historia fram till 1757. När handelsmannen Sven Fredrik Svensson detta år ägde tomterna inträffade en eldsvåda, som på nytt gjorde dem till ödetomter. Denna eldsvåda var mycket farlig, eftersom Holländaregatan - nuvarande Drottninggatan - var den trängsta i hela staden. Vid tillfället brann fyra hus helt ned till grunden och två i det närmaste. Bagaren Elias Gardins (4.43 och 3.56) hus nedrevs för att hindra eldens spridning och vinna fri passage till Kyrkogatan. Magistraten passade på tillfället och bestämde, att en ny tvärgata till Kyrkogatan, kallad Lilla Kyrkogatan, skulle anläggas. Den drogs i huvudsak över 3.60 östra och 4.40.  Tomten 4.39:s västra del blev nordöstlig hörntomt i ett nytt kvarter, senare döpt till Domprosten."
På 1750-talet köpte Göteborgs stad in några hus – bland annat ett av guldsmeden O. Fernlöf vid Kyrkogatan. Syftet var att anlägga en ny gata – en tvärgata med funktion som brandgata – mellan Kyrko- och Drottninggatorna. Tvärgatan Lilla Kyrkogatan blev stenlagd 1761.

## Beskrivning
Gatan går mellan Drottninggatan och Kyrkogatan i höjd med Domkyrkans norra sidoarm. Det ursprungliga syftet med gatan var, att dela upp ett större kvarter för att minska risken att en brand skulle sprida sig. Det finns fyra adresser på gatan; Lilla Kyrkogatan 1–4. 
Detta är en sammanställning av de fyra adresserna från boken Hus för Hus med Gudrun Lönnroth som redaktör.
•	Nummer 1 (tidigare 17:4), huset uppfördes 1839 åt grosshandlare Carl David Lundström, mannen bakom Rosenlunds spinneri. År 1937 köptes fastigheten av färgfirman Helge Kildén & Co.  I trapphuset finns ett blyinfattat fönster med glasmålning i jugendstil och dekorativa gjutjärnsdetaljer.
•	Nummer 2 (18:1), var ett hantverkshus. Det uppfördes 1803–1806 där murarmästare Gammelin huserade i hörnhuset, medan tenngjutare Sundberg hade sin port mot Drottninggatan. Detta hus var också ett bostadshus och många spännande yrkespersoner har bott här, exempelvis en telegrafassistent och en paraplymakare. För drygt hundra år sedan försvann stallet på gården. På 1970-talet moderniserades lokalerna för den Danska sjömanskyrkan i detta hus.
•	Nr 3 (tidigare 17:5). Huset uppfördes någon gång kring 1805 för kopparslagare Lundin. Under första delen av 1870-talet byggdes en fabriksbyggnad mot gatan åt det välkända tryckeriet Meyer & Köster Lithografiska Atelier.
•	Nr 4 (18:6). Huset är ungefär lika gammalt som Nr 2 och Nr 3 – huset är byggt runt 1803. Byggnaden uppfördes åt en pastejbagare G. Menn.  Senare har det varit skiftande verksamhet i huset – brygghus åt fabrikör Michaeli, G. B. Almquists spegelfabrik och Göteborgs Slöjdmagasin samt Strömbergs Herrekipering. Åren 1976 och 1983 byggdes huset om för Arhans Mattor till nuvarande utseende.

## Lilla Kyrkogatan i andra städer
Benämningen Lilla Kyrkogatan finns förutom i Göteborg även i Borås, Hudiksvall, Lund, Lysekil och Ronneby.